# Рожер Салернский
Роже́р Салернский, также известный как Рожер де Принчипа́то (? — 28 июня 1119 года) — итальянский дворянин норманнского происхождения, представитель одной из побочных ветвей семейства Отвилей, управлявший княжеством Антиохийским в качестве регента с 1112 по 1119 годы.

## Биография
Точная дата рождения Рожера неизвестна. Он был сыном Ричарда де Принчипато и вместе с отцом принимал участие в Первом Крестовом походе, сражаясь в рядах войска Боэмунда Тарентского. После основания княжества Антиохийского и возвращения Боэмунда в Италию Рожер остался на Востоке, став одним из приближённых своего двоюродного брата Танкреда.
В декабре 1112 года Танкред умер от тифа, поручив Рожеру оборону Антиохии. Приняв регентство, Рожер сразу же столкнулся с необходимостью отражать набеги мусульман на границы княжества. Весной 1113 года крупная сарацинская армия под предводительством атабека Мавдуда, выступив из Мосула, разбила воинов Балдуина II Иерусалимского при Тивериаде и двинулась на север. Собрав войско и объединившись с Понсом Триполийским, Рожер пришёл королю на помощь. Союзная христианская армия выглядела столь внушительно, что Мавдуд не решился атаковать её и отступил.
Между мусульманскими правителями в то время были крупные разногласия, и многие из них всерьёз опасались укрепления власти мосульских атабеков. Рожер, неплохой политик, воспользовался этим для того, чтобы заключить союз с сарацинами против нового атабека Бурзука. В 1114 году к Апамее, принадлежавшей регенту Антиохии, подошли войска бывших врагов крестоносцев — правителя Дамаска Тугтекина, эмира Алеппо Бадр аль-Дина Лулу и артукидского полководца Иль-Гази. Позднее к союзной армии присоединились отряды Балдуина Иерусалимского и Понса Триполийского. Сарацинам и крестоносцам удалось перейти в наступление и вынудить Бурзука отойти на восток, однако после этого успеха турецкие правители удалились в свои крепости, и Рожер оказался вынужден обороняться от новых набегов противника в одиночку.
Бурзук планировал атаковать Антиохию и пытался отвлечь Рожера хитроумными манёврами. Однако благодаря разведчикам антиохийский регент узнал о намерениях атабека и приказал своим войскам двинуться навстречу врагу. 14 сентября 1115 года не ожидавшие ответного нападения сельджуки были разгромлены антиохийскими и эдесскими рыцарями в сражении при Тель-Данифе; эта блестящая победа поставила крест на планах Бурзука по завоеванию Сирии.
Рожер присвоил большую часть земель, захваченных в ходе кампании против Мосула, и существенно расширил пределы Антиохийского княжества. Его успех устрашил мусульман Алеппо и Дамаска, которые прежде были его союзниками, и они вновь начали военные действия против норманнов. Однако эмират Алеппо находился в состоянии политического кризиса — его правитель Бадр аль-Дин Лулу не пользовался поддержкой населения и в конце концов был убит собственными охранниками, а захвативший власть после его гибели евнух Ярукташ оказался вовлечён в изматывающую войну с соседями. Пользуясь этим, Рожер возглавил экспедицию против эмирата, взял несколько городов и крепостей и разграбил предместья Алеппо. Он потребовал предоставить своим рыцарям право сопровождать мусульманские караваны из Алеппо в Мекку и разрешить им взимать пошлину за проход паломников по христианским землям. Более того, Рожер вынудил правителя эмирата принести ему вассальную присягу — отныне сарацины Алеппо обязаны были сражаться на стороне антиохийского князя против единоверцев.
Требования Рожера были слишком унизительными для мусульман Алеппо, и в мае 1117 года город открыл ворота турецкому полководцу Иль-Гази. Тот немедленно объявил джихад против Антиохии и начал собирать войска. Дождавшись, когда Рожер с внушительным войском оставил свою столицу, Иль-Гази в конце весны 1119 года выступил в поход и напал на христиан неподалёку от Сармады. 28 июня (некоторые источники называют другую дату — 18 июня, однако это, вероятно, ошибка) две армии встретились в битве, которая завершилась полным поражением антиохийцев. Потери христиан были столь велики, что хронисты прозвали это сражение «битвой на Кровавом поле» (лат. Ager Sanguinis). В бою погиб и Рожер, убитый ударом меча в лицо. Поскольку он не оставил наследников, регентом после его смерти стал Балдуин Иерусалимский.

## Итоги правления

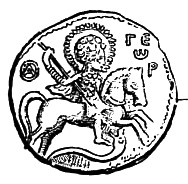
Антиохийская монета времён регентства Рожера Салернского

Регентство Рожера Салернского было в целом удачным периодом в истории княжества Антиохии. Де Принчипато стал одним из первых европейских правителей на Востоке, который начал заключать союзы с мусульманскими эмирами, используя раздоры между ними. Эта политика принесла немалую выгоду — благодаря действиям регента Алеппо утратил самостоятельность, а Дамаск вскоре признал верховную власть Иерусалимского королевства. Особое значение имела одержанная при Тель-Данифе победа, фактически спасшая от гибели всех феодалов Сирии — как крестоносцев, так и мусульман. Разгром атабека Мавдуда способствовал военным успехам короля Иерусалима, а также расширению границ Антиохийского княжества и общему укреплению его позиций.
Большой удачей Рожера было и установление сюзеренитета над Алеппо, однако из-за излишне поспешных действий регента население эмирата возроптало и призвало на помощь Ильгази, что в итоге привело к катастрофическим последствиям. Поражение и гибель Рожера в битве на Кровавом поле стали для крестоносцев тяжелейшим ударом; поскольку почти вся его армия была истреблена, Антиохия оставалась беззащитной. По сути, Антиохию спасло от гибели только своевременное прибытие иерусалимского короля, защитившего город и княжество.

## Семья
Известно, что Рожер был женат на Годерне, представительнице семейства де Ретель, которая приходилась сестрой Балдуину II. Этот брак был заключён не раньше 1114 года. Завести потомство регент Антиохии так и не успел.